# Karancslapujtő
Karancslapujtő – wieś i gmina w północnej części Węgier, w pobliżu miasta Salgótarján. Gmina Karancslapujtő liczy 2607 mieszkańców (styczeń 2011) i zajmuje obszar 19,35 km².
Miejscowość leży na obszarze Średniogórza Północnowęgierskiego, w pobliżu granicy ze Słowacją. Administracyjnie należy do powiatu Salgótarján, wchodzącego w skład komitatu Nógrád.